# Stříbrné Hory (železniční zastávka)
Stříbrné Hory jsou železniční zastávka ve stejnojmenné obci v okrese Havlíčkův Brod na dvoukolejné elektrizované trati Brno – Havlíčkův Brod. Zastávka ve své současné poloze byla spolu s tratí otevřena 5. prosince 1953.

## Provozní informace
Tato zastávka má dvě nástupiště na vnější straně kolejí. Přístup na nástupiště je jen po cestičce z mostu. V zastávce není možnost zakoupení si jízdenky, ani žádné odjezdové tabule, pouze staniční hlášení. Provozuje ji Správa železnic.

## Doprava
Pravidelně zde zastavují pouze osobní vlaky jezdící na trase Kolín – Havlíčkův Brod – Žďár nad Sázavou.